# 东方栀子
东方栀子是中国大陆研发的3D虚拟偶像，首次登场于中国文化艺术奖首届动漫奖颁奖典礼，主办方将其号称为中国第一虚拟明星。但是由于东方栀子双马尾、超短裙的形象的形象与初音未来雷同，遭到外国媒体的恶评。
目前该形象已经被官方抛弃，但同人爱好者对其遭遇抱打不平，故而为其录取UTAU和袅袅音源，以此制作同人作品。